# Pierre Durand (cavaliere)
Pierre Durand Jr. (16 febbraio 1955) è un cavaliere francese.

## Palmarès

### Olimpiadi
- 2 medaglie:
  - 1 oro (Seul 1988 nel salto individuale)
  - 1 bronzo (Seul 1988 nel salto a squadre)

### Mondiali
- 1 medaglia:
  - 1 oro (Stoccolma 1990 nel salto a squadre)